# Zapatoca
Zapatoca è un comune della Colombia facente parte del dipartimento di Santander.
L'abitato venne fondato da Francisco Basilio de Benavides e Melchor de Prada nel 1743.